# サム・ヴォークス
サミュエル・マイケル・"サム"・ヴォークス（Samuel Michael "Sam" Vokes 、1989年10月21日 - ）は、イギリス・サウサンプトン出身のプロサッカー選手。ウェールズ代表。ポジションは、フォワード。

## クラブ経歴
2006年、当時フットボールリーグ1に所属していたAFCボーンマスでキャリアをスタート。2008年、フットボールリーグ・チャンピオンシップのウルヴァーハンプトン・ワンダラーズFCに移籍。加入1年目でプレミアリーグ昇格を果たした。
2012年7月31日、推定移籍金35万ポンドでバーンリーFCに移籍。
2019年1月31日、ストーク・シティFCに移籍。
2021年7月28日、ウィコム・ワンダラーズFCに移籍。

## 代表歴
ヴォークス自身はイングランドで生まれ育ったが、祖父がウェールズ出身のため二つの代表を選択することが出来た。これに目を付けたU21ウェールズ代表のブライアン・フリン監督がヴォークス招集を決定、2007年2月にウェールズ代表デビューを果たした。
2008年5月開催の親善試合・アイスランド代表戦でA代表デビュー。9月の2010 FIFAワールドカップ・ヨーロッパ予選・アゼルバイジャン代表戦で初ゴール。UEFA EURO 2016ではベルギー代表戦で途中出場からゴールを挙げ、ウェールズ初の4強入りに貢献した。

### ゴール
| #  | 開催日         | 会場                 | 対戦国           | スコア | 結果 | 試合概要                    | ref    |
| -- | -------------- | -------------------- | ---------------- | ------ | ---- | --------------------------- | ------ |
| 1  | 2008年9月6日   | カーディフ           | アゼルバイジャン | 1–0    | 1–0  | 2010 FIFAワールドカップ予選 | [ 7 ]  |
| 2  | 2009年8月12日  | ポドゴリツァ         | モンテネグロ     | 1–2    | 1–2  | 親善試合                    | [ 8 ]  |
| 3  | 2011年11月12日 | カーディフ           | ノルウェー       | 3–1    | 4–1  | 親善試合                    | [ 9 ]  |
| 4  | 2011年11月12日 | カーディフ           | ノルウェー       | 4–1    | 4–1  | 親善試合                    | [ 9 ]  |
| 5  | 2013年2月6日   | スウォンジー         | オーストリア     | 2–0    | 2–1  | 親善試合                    | [ 10 ] |
| 6  | 2014年3月5日   | カーディフ           | アイスランド     | 2–1    | 3–1  | 親善試合                    | [ 11 ] |
| 7  | 2016年7月1日   | ヴィルヌーヴ＝ダスク | ベルギー         | 3–1    | 3–1  | UEFA EURO 2016              | [ 6 ]  |
| 8  | 2016年9月5日   | カーディフ           | モルドバ         | 1–0    | 4–0  | 2018 FIFAワールドカップ予選 | [ 12 ] |
| 9  | 2018年3月22日  | 南寧市               | 中華人民共和国   | 3–0    | 6–0  | チャイナ・カップ            | [ 13 ] |
| 10 | 2018年3月22日  | 南寧市               | 中華人民共和国   | 4–1    | 6–0  | チャイナ・カップ            | [ 13 ] |
| 11 | 2018年10月11日 | カーディフ           | スペイン         | 1–4    | 1–4  | 親善試合                    | [ 14 ] |

## タイトル
ウルヴァーハンプトン
- フットボールリーグ・チャンピオンシップ: 2009

バーンリー
- フットボールリーグ・チャンピオンシップ: 2016